# Кёк-мончакский язык
Кёк-монча́кский язык — тюркский язык, близкородственный тувинскому, тофаларскому, сойотско-цатанскому (уйгуро-урянхайскому) (саянские языки) и цэнгэльскому. Как и западные диалекты тувинского и цэнгэльский, принадлежит к степному кластеру саянских. Распространен в Монголии и Китае.